# Jagaricin
Jagaricin ist ein Lipopeptid mit antimykotischen Eigenschaften, das am Infektionsprozess der Nassfäule beteiligt ist. Es wird vom Nassfäule-Bakterium Janthinobacterium agaricidamnosum gebildet. Reines Jagaricin verursacht bei Pilzen Nassfäule, während Bakterien, denen die jag-Gene zur Produktion des Peptids fehlen, keine Fäule hervorrufen können.
Das Peptid könnte als neuer Wirkstoff bei Pilzinfektionen eingesetzt werden; in ersten Tests als Antimykotikum zeigte Jagaricin eine sehr gute Wirksamkeit gegen pathogene Pilze und eine geringe Zellgiftigkeit.